# Еверест. Досягаючи неможливого
«Еверест. Досягаючи неможливого» (англ. Beyond the Edge) — новозеландська докудрама 2013 року, знята у форматі 3D. За 3D відповідали ті ж професіонали, які брали участь в створенні «Аватара» (2009). У фільмі використано документальні фото-, кіно- і аудіо-матеріали, зроблені під час експедиції 1953 року.

## Сюжет
У травні 1953 року альпініст з Окленду (Нова Зеландія) Едмунд Гіларі і його товариш шерпа Тенцинг Норгей здійснили першосходження на Еверест, нарешті підкоривши найвищу точку нашої планети.

## У ролях
- Чад Моффітт — альпініст Едмунд Гіларі
- Сонам Шерпа — гірський провідник Тенцинг Норгей
- Джон Урейт — керівник експедиції полковник Джон Хант
- Джошуа Раттер — альпініст Джордж Лоу[en]
- Дэніель Масгров — альпініст Том Борділлон[en]
- Ерролл Шанд — альпініст Чарльз Еванс[en]
- Каллум Грант — альпініст Альфред Грегорі[en]
- Меттью Меткалф — альпініст Уілфрид Нойс[en]

## Нагороди і номінації
- 2013 — New Zealand Film and TV Awards:
  - «Кращий режисер документального фільму» — Перемога;
  - «Кращий документальний фільм» — Номінація;
  - «Кращий монтаж в документальному фільмі» — Номінація;
  - «Краща операторська робота в документальному фільмі» — Номінація.
- Кінофестиваль в Торонто (2013) — 3-е місце в номінації «Вибір глядачів» на кінофестивалі в Торонто.
- 2014 — «Кращий документальний фільм» на кінофестивалі Camerimage — Перемога.

## Ресурси Інтернету
- Beyond the Edge [Архівовано 28 лютого 2018 у Wayback Machine.] (англ.) на Facebook
- Beyond the Edge [Архівовано 1 лютого 2016 у Wayback Machine.] (англ.) (кит.) (нід.) (фр.) (італ.) (яп.) (ісп.) на сайті nzfilm.co.nz
- Beyond the Edge [Архівовано 5 березня 2016 у Wayback Machine.] (англ.) на сайті nzvideos.org
- Beyond the Edge [Архівовано 30 січня 2016 у Wayback Machine.] (англ.) на сайті nzonscreen.com
- Beyond the Edge [Архівовано 17 липня 2013 у Wayback Machine.] (англ.) на сайті nz.rialtodistribution.com
- Девід Кемейс. Sir Ed to conquer Everest in 3D [Архівовано 24 грудня 2012 у Wayback Machine.] (англ.) на сайті stuff.co.nz, 21 октября 2012
- «Эверест. Достигая невозможного» (рос.) на сайті kinogallery.com
- Трейлер фільму [Архівовано 2 квітня 2019 у Wayback Machine.] Відео 0:02:56